# Гајаниго (Падова)
Гајаниго је насеље у Италији у округу Падова, региону Венето.
Према процени из 2011. у насељу је живело 260 становника. Насеље се налази на надморској висини од 30 м.